# میدان جمهوری ایروان
میدان جمهوری ایروان (به ارمنی Հանրապետության հրապարակ - به انگلیسی Republic Square, Yerevan)، میدان مرکزی شهر ایروان می‌باشد که توسط خیابان‌های آبوویان، «نالبندیان»، «تیگران بزرگ»، «وازگن سارگسیان» و «آمیریان» قطع می‌شود. این میدان بیضی شکل می‌باشد.
میدان جمهوری ایروان بخشی از طرح اصلی سال ۱۹۲۴ شهر ایروان است توسط معمار آلکساندر تامانیان طراحی شد و ساخت آن در سال ۱۹۲۶ آغاز و فاز نخست آن در سال ۱۹۵۰ تکمیل شد و سرانجام در ۱۹۷۷ میلادی به پایان رسید.
این میدان با نام میدان لنین شناخته می‌شد. در سال ۱۹۴۰، مجسمه‌ای از لنین، رهبر اتحاد شوروی در ضلع جنوب‌غربی میدان جمهوری بنا شده بود که در سال ۱۹۹۰ برچیده شد.
بناهای پیرامونی میدان از سنگ‌های توف ارمنستان به رنگ‌های سرخ و سفید بنا شده‌است و پی آن‌ها نیز از سنگ بازالت می‌باشد.
ساعت برج ساختمان دولت در شهر مسکو ساخته و در ژوئیه سال ۱۹۴۱ به شهر ایروان انتقال داده شد. قطر صفحه ساعت ۴ متر، طول عقربه بلند آن ۱۸۸ سانتی‌متر در حالیکه درازی عقربه کوتاه آن ۱۷۰ سانتی‌متر می‌باشد
میدان جمهوری شهر ایروان مکانی است که مراسم و ملاقات‌های مهمی از جمله رژه نظامی روز استقلال ارمنستان هر ساله در آن برگزار می‌شود.

## ساختمان‌های پیرامونی میدان
میدان جمهوری از سه طرف توسط ساختمان‌های اصلی احاطه شده‌است که عبارتند از:
- نگارخانه ملی و ساختمان موزه تاریخ (شمالشرقی)
- وزارت دارایی (شرق)
- خانه دولت (شرق)
- وزارت ترابری و ارتباطات جمهوری ارمنستان (جنوب)
- هتل «ماریوت» ارمنستان
- وزارت امور خارجه (شمالغربی)

## نگارخانه

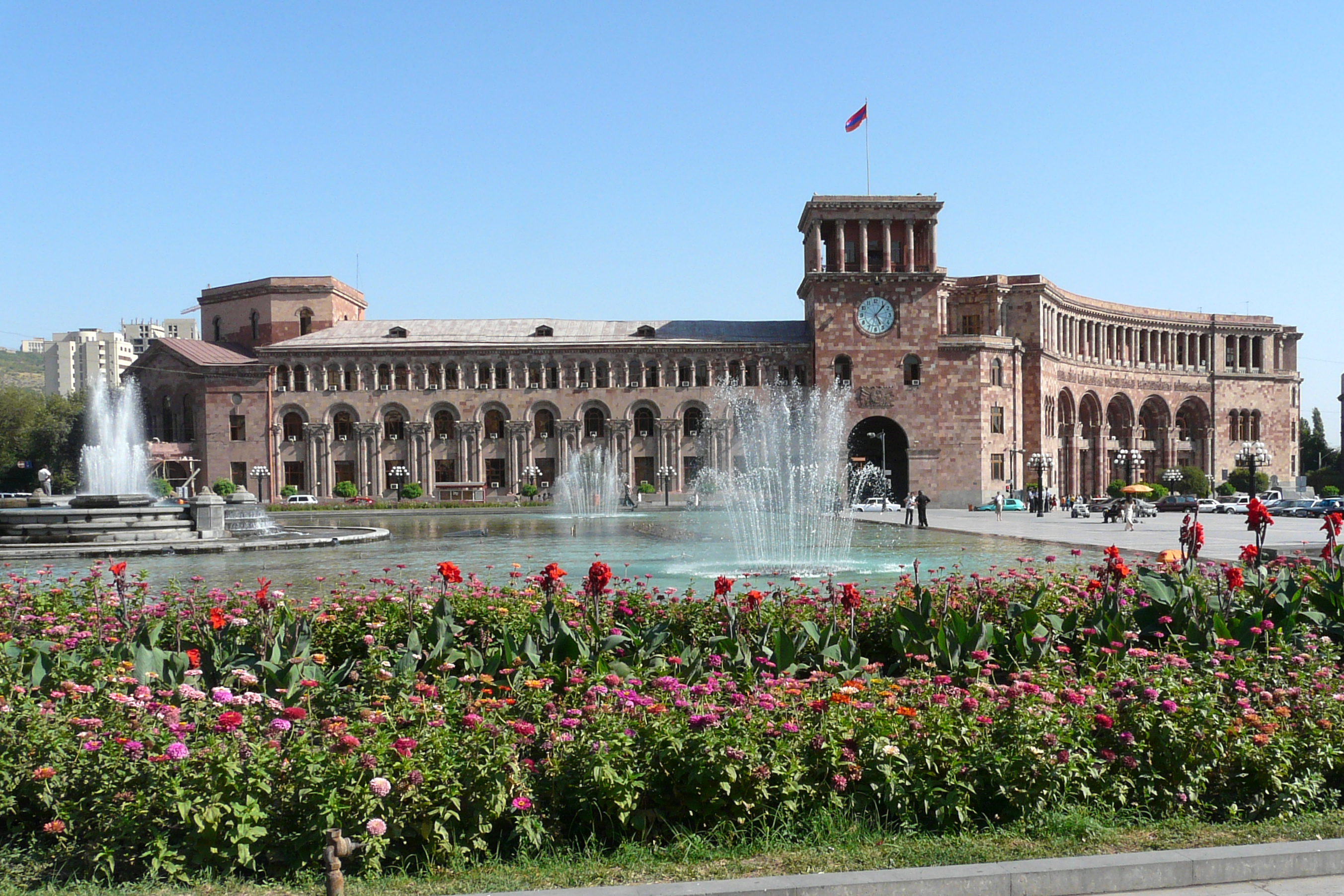
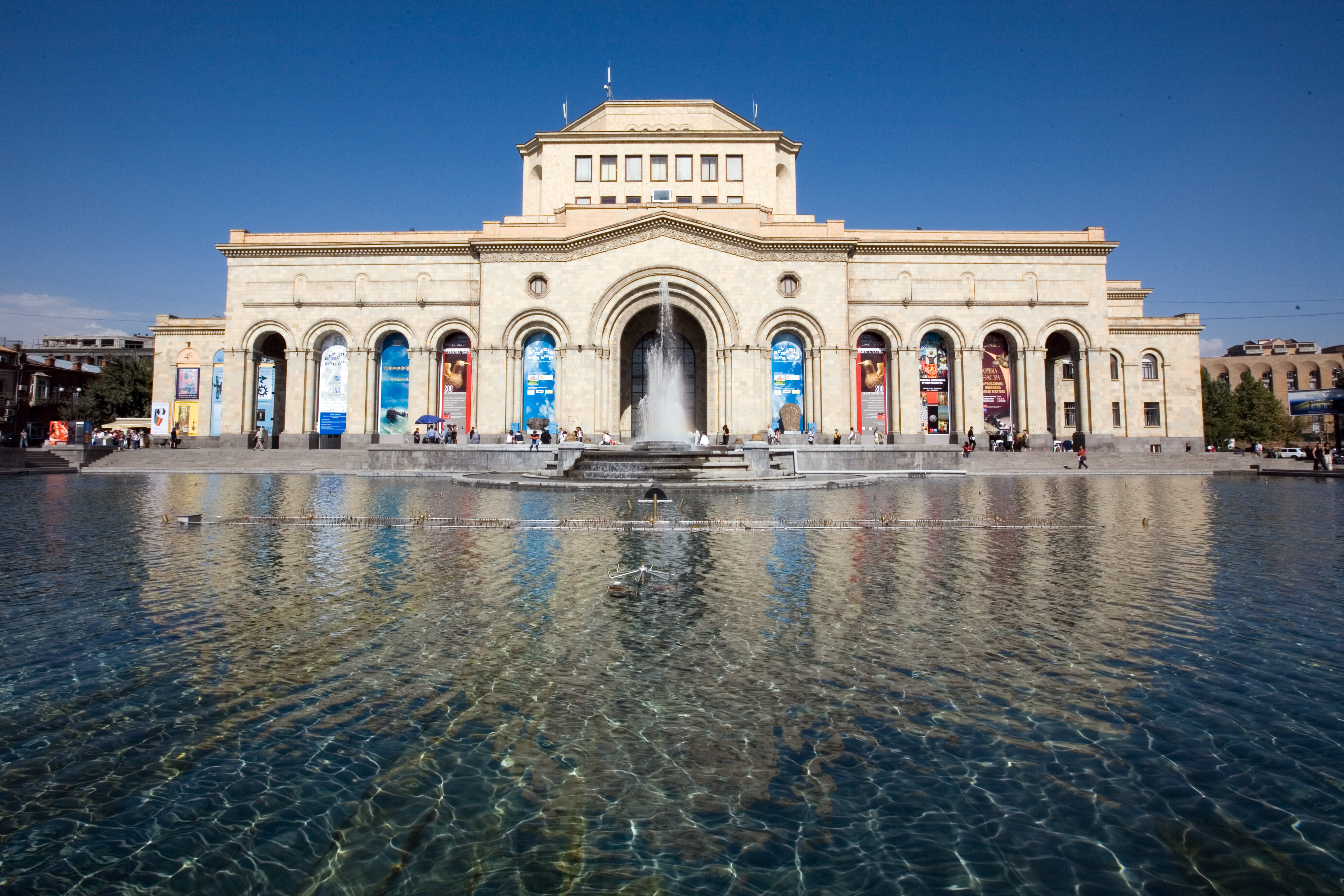
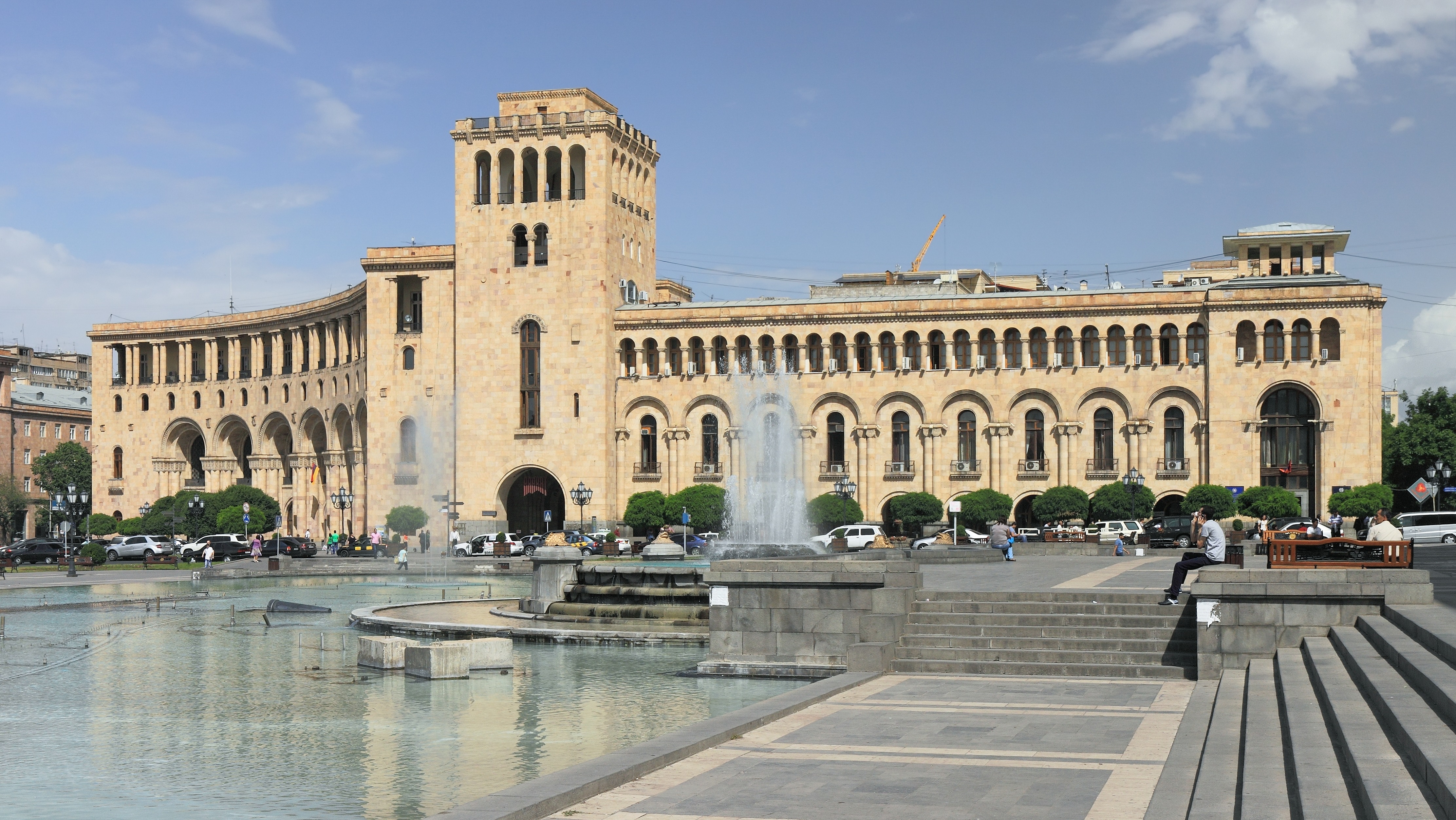
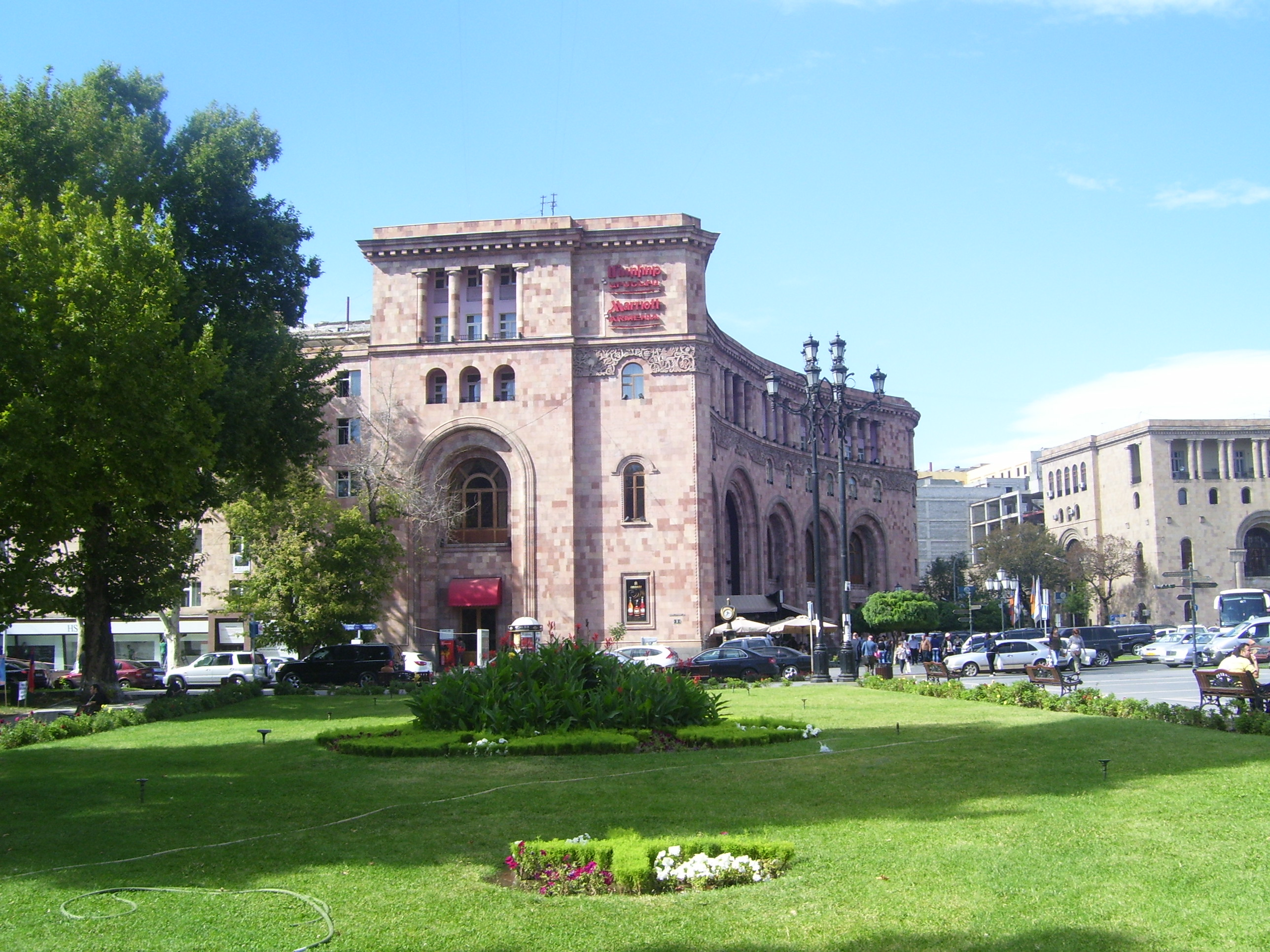
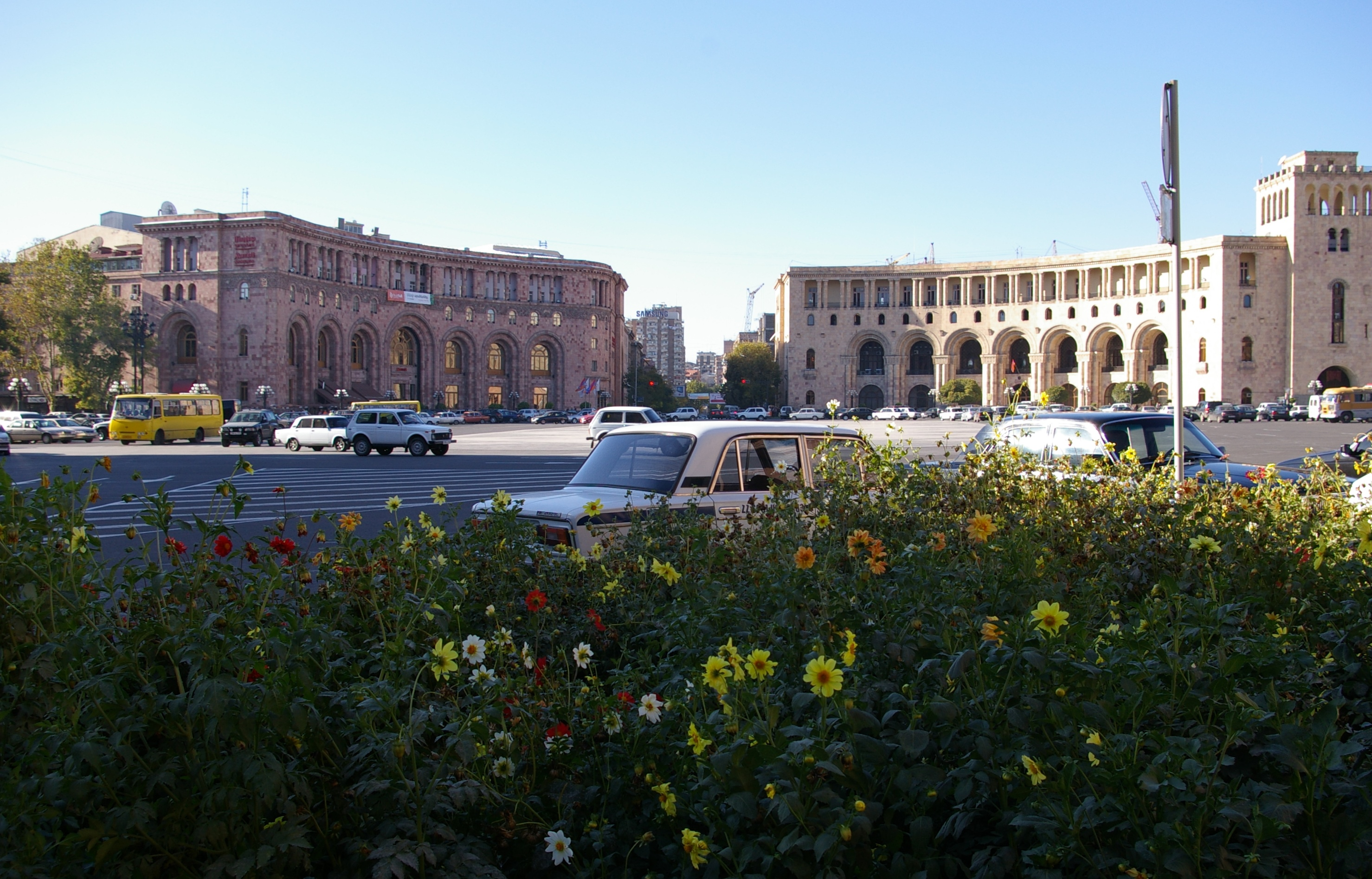
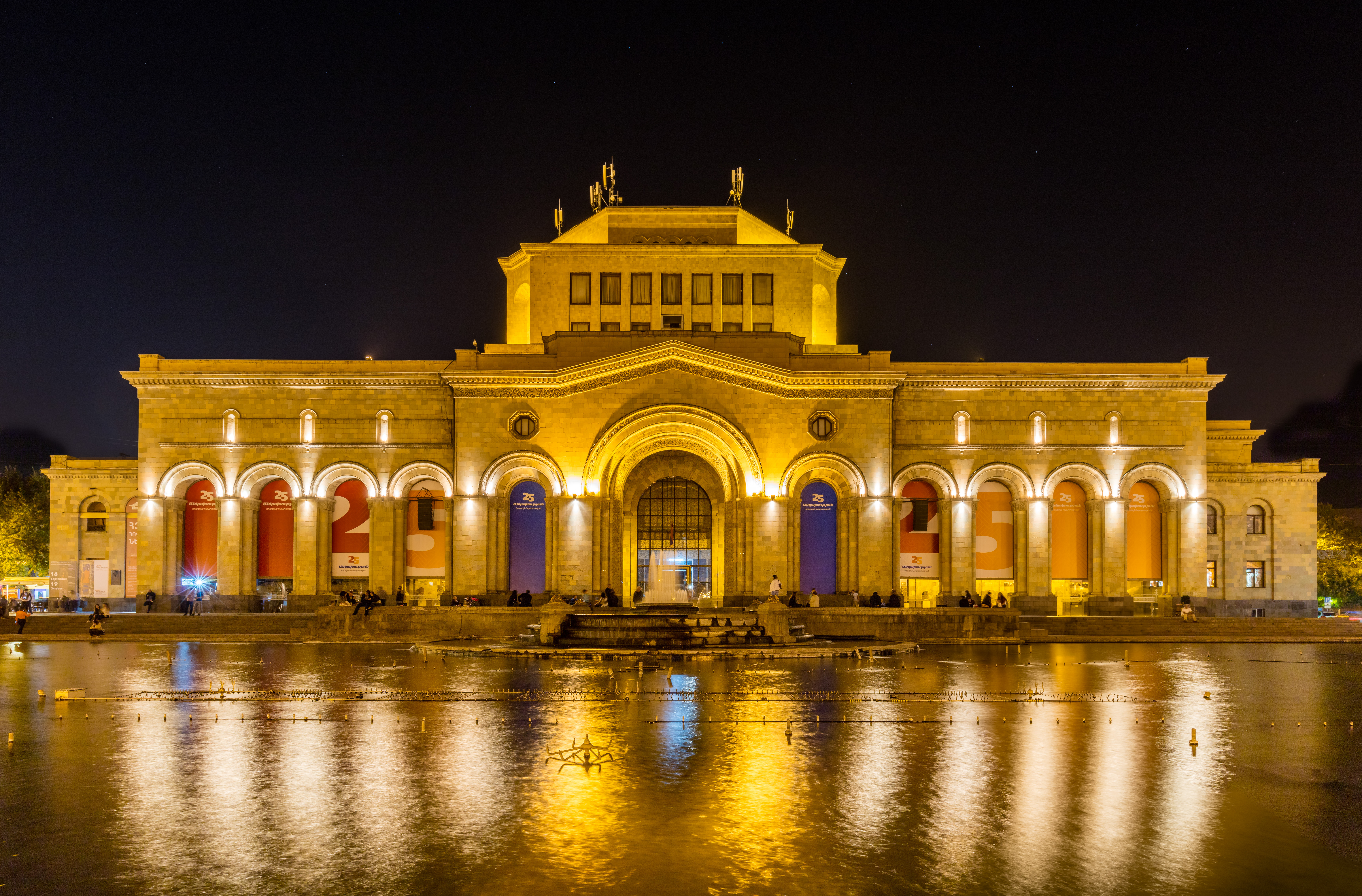